# Soulac-sur-Mer
Soulac-sur-Mer is een gemeente in het Franse departement Gironde (regio Nouvelle-Aquitaine). De plaats maakt deel uit van het arrondissement Lesparre-Médoc. Soulac-sur-Mer telde op 1 januari 2022 3.011 inwoners.

## Geografie
De oppervlakte van Soulac-sur-Mer bedroeg op 1 januari 2022 28,89 vierkante kilometer; de bevolkingsdichtheid was toen 104,2 inwoners per km².

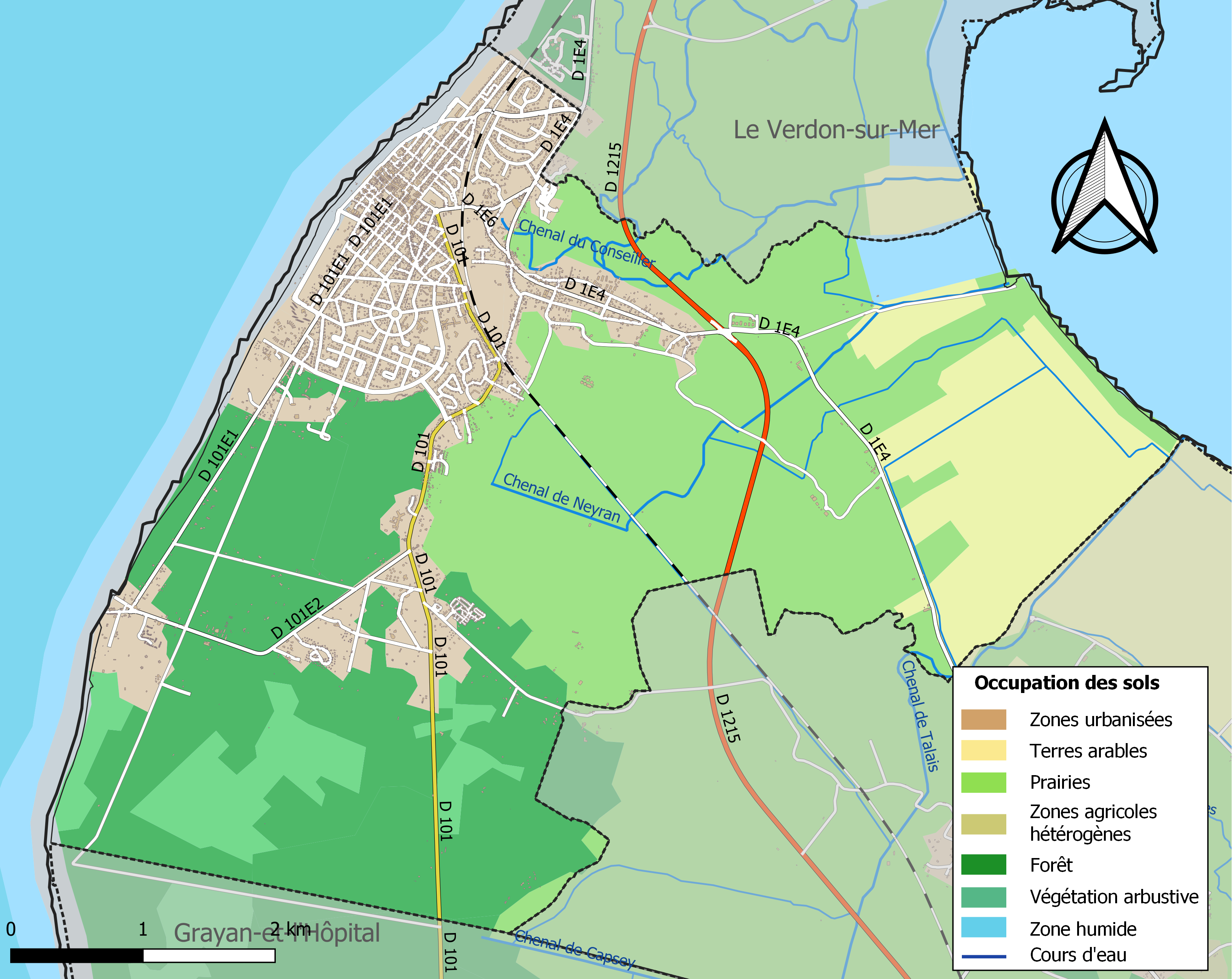
Kaart van de gemeente met belangrijkste infrastructuur, bodemgebruik en omliggende gemeenten

## Verkeer en vervoer
In de gemeente ligt spoorwegstation Soulac-sur-Mer.

## Demografie
Onderstaande figuur toont het verloop van het inwonertal (bron: INSEE-tellingen).

## Geboren in Soulac-sur-Mer
- Marie Laforêt (1939-2019), actrice en zangeres

## Afbeeldingen

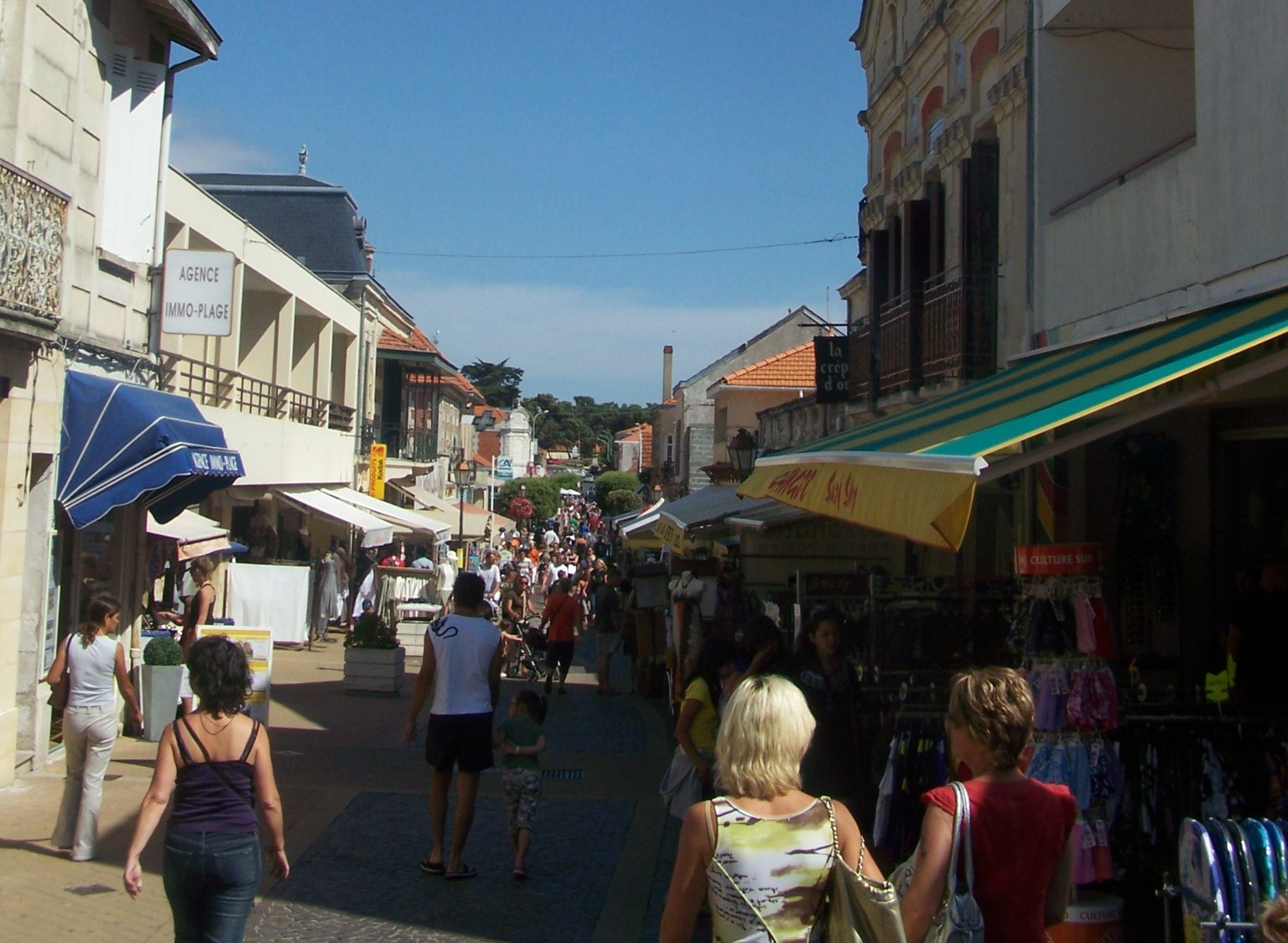
Centrum
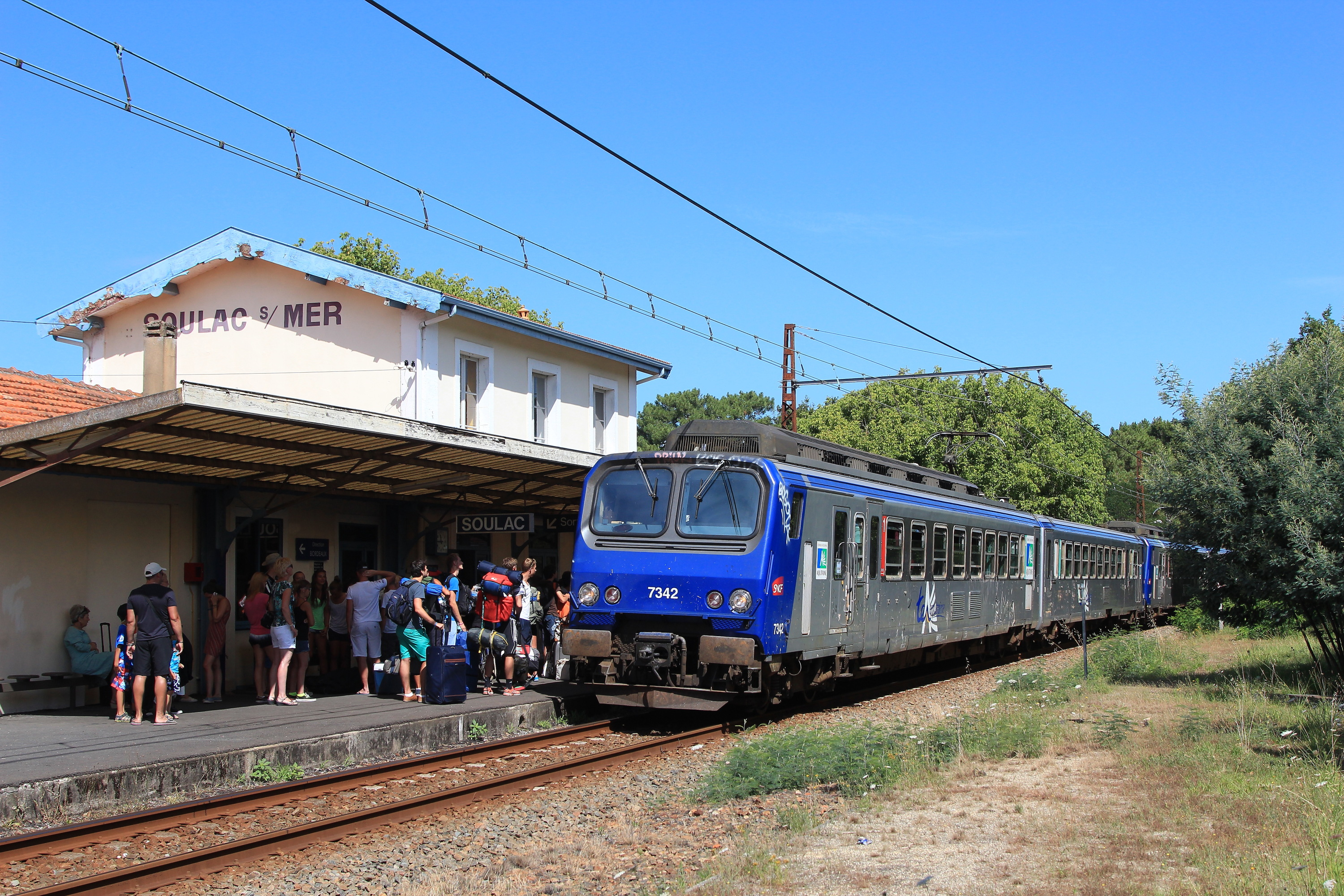
Station
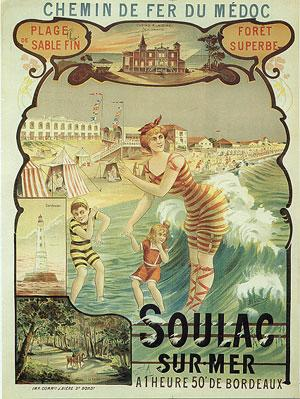
Affiche van de Compagnie du chemin de fer du Médoc
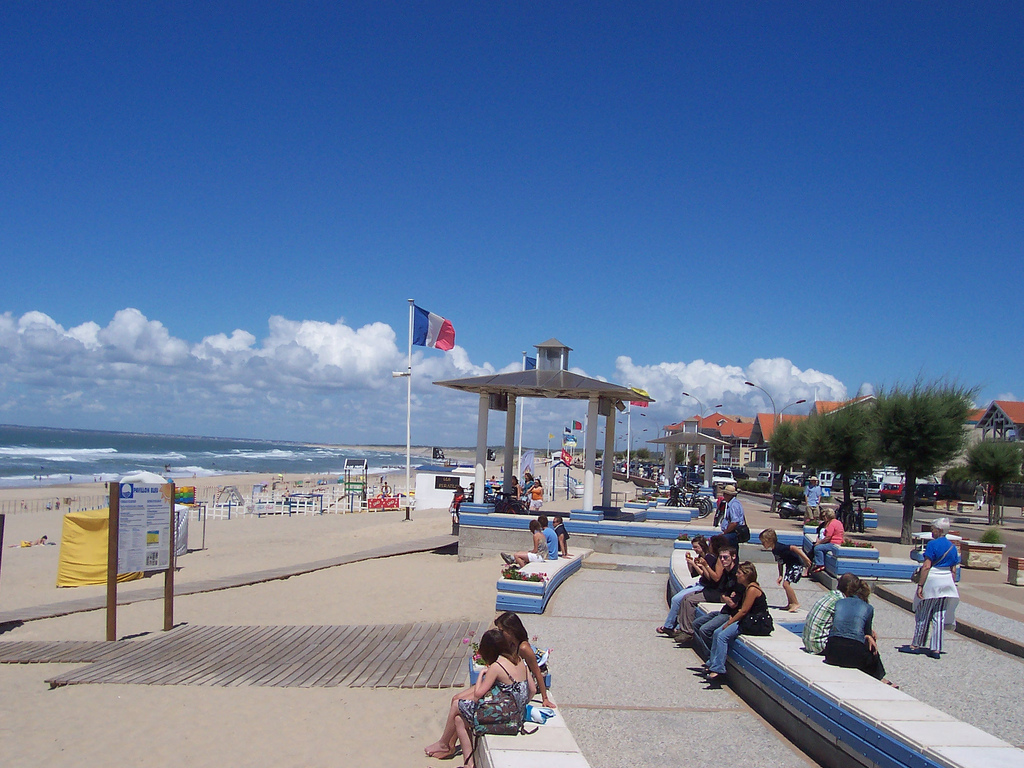
Strand
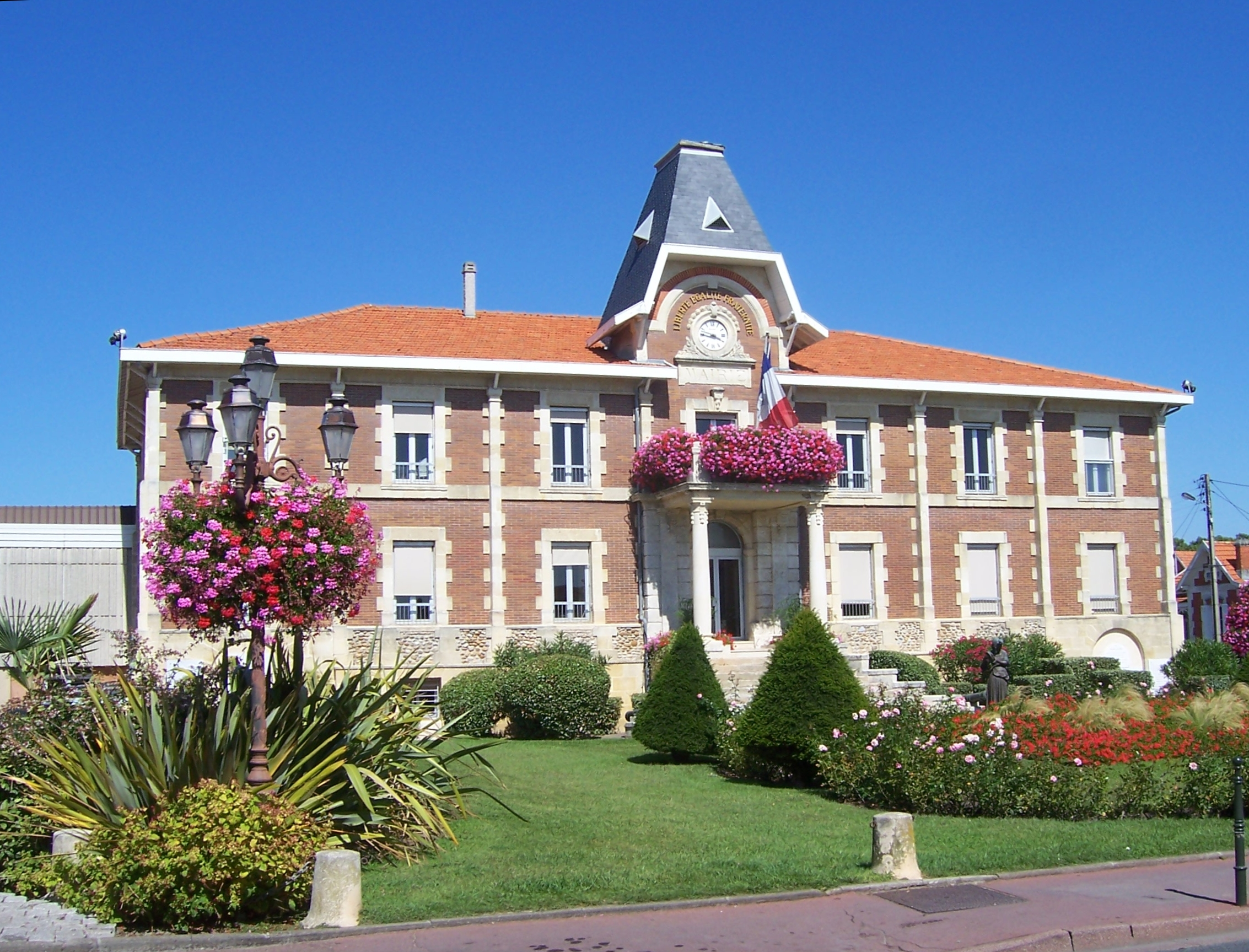
Gemeentehuis